# Khu thắng cảnh A Lư
Khu thắng cảnh A Lư - Lư Nguyên Động - hay A Lư Cổ Động và Bích Sắc Động là một hệ thống 2 động đá liên thông với nhau thuộc thị trấn Lô Tây cách thị trấn huyện lỵ 2 km, trực thuộc Thành phố Mi lắc, Châu Hồng Hà. Cách Mông Tự khoảng 200 km về phía Côn Minh thuộc Vân Nam, Trung Quốc. A lư được mệnh danh là Đệ Nhất Động và là điểm tham quan hấp dẫn bậc nhất của Côn Minh- Vân Nam. Năm 2002 khu thắng cảnh A Lư được cục du lịch Trung Quốc cấp Biển khu thắng cảnh AAAA. Tháng 1 năm 2004 được chọn là danh lam thắng cảnh cấp quốc gia, được cục du lịch quốc gia đặt là một trong 35 khu thắng cảnh vàng và nằm trong 16 chương trình du lịch trọng điểm của quốc gia. A Lư cổ động thuộc nhóm có cảnh quan kì lạ của nhóm hang động ngầm, thuộc địa mạo của Cac-xtơ giống như phong cảnh của Thạch Lâm. Cảnh quan của Thạch Lâm là Caxtơ trên mặt đất, còn A Lư Cổ Động là cảnh Cacx-tơ trong lòng đất, là một trong những động ngầm đẹp nhất ở châu Á.

## Miêu tả
Chủ thể hang là đất nham thạch Cac-xtơ, sông hồ và thác nước, có sự kết hợp hài hòa giữa văn hóa dân tộc và phong tục tập quán của người dân địa phương. Tài nguyên du lịch phong phú, Hang động sâu và rộng với đủ hình dáng khác nhau. Dòng sông Nam Bàn chảy ngầm trong A Lư đưa du khách thông sang Bích Sắc Động. Hồ nước đẹp, trong, thác nước róc rách tạo cho khu vực A Lư luôn thu hút du khách.
Động A Lư với quần thể hang động liên hoàn được khai thác du lịch gồm 3 hang động liên hoàn trên cạn và 1 hang động sông ngầm tạo thành 3 tầng trên dưới khác nhau. Hành trình cho du khách là 3000m, trong đó có 800m di thuyền trên sông nước ngầm. Các hệ thộng đèn laser đủ màu tạo cho A Lư với cảnh sắc rất đẹp.

## Các điểm tham quan chính

### Trong A Lư cổ động
- Hang Quan Âm
- Kình thiên nhất trụ
- Hang đá Mặt Trăng
- Hang Dương vật và nhũ tiên

### Ngoài A Lư cổ động
- Quảng trường Lịch Thái Dương